# World Doubles WCT (Tennis)
Das World Doubles WCT war von 1973 bis 1986 das Doppel-Masters der World Championship Tour. Es wurde stets am Ende der Saison ausgetragen. Parallel dazu gab es bereits 1970 zum ersten Mal und ab 1975 jährlich ein weiteres Masters im Doppel, welches im Gegensatz zu den World Doubles WCT als Weltmeisterschaft im Doppel zählte.

## Siegerliste
| Austragungsort | Jahr | Sieger                         |
| -------------- | ---- | ------------------------------ |
| London         | 1986 | Stefan Edberg Anders Järryd    |
| London         | 1985 | Ken Flach Robert Seguso        |
| London         | 1984 | Pavel Složil Tomáš Šmíd        |
| London         | 1983 | Heinz Günthardt Balázs Taróczy |
| London         | 1982 | Heinz Günthardt Balázs Taróczy |
| London         | 1981 | Peter McNamara Paul McNamee    |
| London         | 1980 | Brian Gottfried Raúl Ramírez   |
| New York City  | 1979 | Peter Fleming John McEnroe     |
| Kansas City    | 1978 | Wojciech Fibak Tom Okker       |
| Kansas City    | 1977 | Vijay Amritraj Dick Stockton   |
| Kansas City    | 1976 | Wojciech Fibak Karl Meiler     |
| Mexiko-Stadt   | 1975 | Brian Gottfried Raúl Ramírez   |
| Montreal       | 1974 | Bob Hewitt Frew McMillan       |
| Montreal       | 1973 | Bob Lutz Stan Smith            |